# Trivirostra boucancanotica
Trivirostra boucancanotica is een slakkensoort uit de familie van de Triviidae. De wetenschappelijke naam van de soort is voor het eerst geldig gepubliceerd in 2002 door Fehse & Grego.